# Cryptolestes puncticollis
Cryptolestes puncticollis là một loài bọ cánh cứng trong họ Laemophloeidae. Loài này được Fleischer miêu tả khoa học năm 1829.